# Conocephalus dubius
Conocephalus dubius är en insektsart som beskrevs av Willemse, C. 1942. Conocephalus dubius ingår i släktet Conocephalus och familjen vårtbitare. Inga underarter finns listade i Catalogue of Life.